# Ломас-де-Мирадор
Ломас-де-Мирадор (исп. Lomas del Mirador) — город в Аргентине в провинции Буэнос-Айрес в муниципалитете Ла-Матанса.

## История
В XIX веке здесь находилась ферма «Mirador Santa Lucía» — отсюда и слово «Мирадор» в названии. В 1909 году земля была разделена на участки, проданные под жилищное строительство, и здесь возник населённый пункт. В 1984 году он получил статус города.